# Dąbrowa Chełmińska (gemeente)
De gemeente Dąbrowa Chełmińska is een landgemeente in het Poolse woiwodschap Koejavië-Pommeren, in powiat Bydgoski.
De zetel van de gemeente is in Dąbrowa Chełmińska.
Op 30 juni 2004 telde de gemeente 7058 inwoners.

## Oppervlaktegegevens
In 2002 bedroeg de totale oppervlakte van gemeente Dąbrowa Chełmińska 124,62 km², waarvan:
- agrarisch gebied: 42%
- bossen: 47%

De gemeente beslaat 8,93% van de totale oppervlakte van de powiat.

## Demografie
Stand op 30 juni 2004:
| Omschrijving                   | Totaal | Totaal | Vrouwen | Vrouwen | Mannen | Mannen |
| ------------------------------ | ------ | ------ | ------- | ------- | ------ | ------ |
| eenheid                        | aantal | %      | aantal  | %       | aantal | %      |
| inwoners                       | 7058   | 100    | 3545    | 50,2    | 3513   | 49,8   |
| bevolkingsdichtheid (inw./km²) | 56,6   | 56,6   | 28,4    | 28,4    | 28,2   | 28,2   |

In 2002 bedroeg het gemiddelde inkomen per inwoner 1539,76 zł.

## Administratieve plaatsen (sołectwo)
Bolumin, Borki, Czarże, Czemlewo, Dąbrowa Chełmińska, Gzin, Janowo, Mozgowina, Nowy Dwór, Ostromecko, Otowice, Rafa, Strzyżawa, Wałdowo Królewskie.

## Overige plaatsen
Boluminek, Dębowiec, Gzin Dolny, Mała Kępa, Pień, Reptowo, Słończ, Wielka Kępa.

## Aangrenzende gemeenten
Bydgoszcz, Dobrcz, Unisław, Zławieś Wielka